# Welles Hoyt
William Welles Hoyt (ur. 7 maja 1875 w Glastonbury w stanie Connecticut, zm. 1 grudnia 1954 w Cambridge w Massachusetts) – amerykański lekkoatleta, uczestnik I nowożytnych Igrzysk Olimpijskich w Atenach w 1896.
Hoyt na igrzyskach w Atenach wystartował w biegu na 110 metrów przez płotki oraz w swojej koronnej konkurencji – skoku o tyczce. W biegu na 110 metrów przez płotki zajął 2 miejsce w eliminacjach i awansował do finału, jednak w nim nie wystąpił, ponieważ postanowił przygotować się do swojej koronnej konkurencji. W finale skoku o tyczce zwyciężył wynikiem 3,30 m pokonując o 10 cm swojego rodaka Alberta Tylera.
Swój najlepszy wynik w skoku o tyczce - 3.48 uzyskał w 1898 roku.
Był akademickim wicemistrzem Stanów Zjednoczonych (IC4A) w skoku o tyczce w 1895 i 1897. W 1901 ukończył studia pierwszego stopnia na Harvard University, a następnie medycynę na tej uczelni. Podczas I wojny światowej służył jako lekarz w 1st Illinois Field Hospital Company we Francji (w 1918). Po wojnie pracował najpierw w Chicago, a później we Francji w United States Public Health Service. Następnie praktykował w mieście Berlin w stanie Nowy Jork.